# Collège Spurgeon
Le collège Spurgeon (anglais : Spurgeon's College) est un institut de théologie baptiste à Londres, Angleterre, au Royaume-Uni. Il est affilié à l’Union baptiste de Grande-Bretagne. L'école offre des formations de théologie évangélique.

## Histoire
L'école a été fondée en 1856 par le pasteur Charles Spurgeon sous le nom de Pastors' College à Londres , . Sa vision était d’offrir une éducation théologique pratique, centrée sur la mission . En 1892, l’école avait formé 863 étudiants. En 1923, elle a déménagé dans son bâtiment actuel et a été renommée en l’honneur de son fondateur.

## Programmes
L’école offre des programmes en théologie évangélique, dont des certificats, des baccalauréats et des masters .

## Partenaires
L’école est partenaire de l’Union baptiste de Grande-Bretagne .